# Грейстэнс, Роберт де
Роберт де Грейстэнс, или Грейстонс (англ. Robert de Greystanes, Robert de Greystones, лат. Robertus de Graystanes; 1289 или  1290 — 1334 или 1336) — английский хронист, монах-бенедиктинец, субприор Даремского аббатства, один из летописцев Даремской церкви.

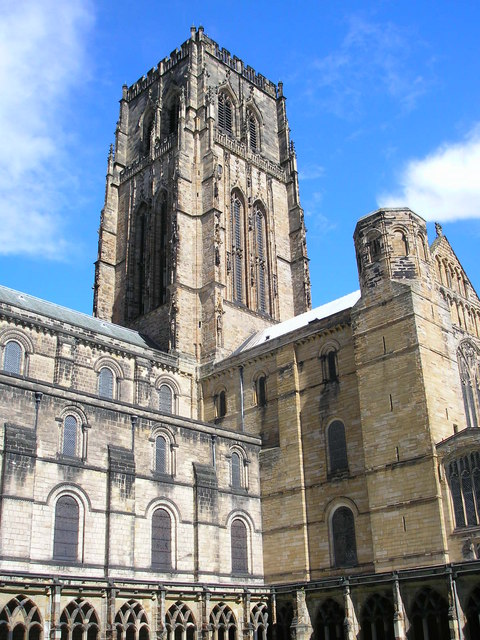
Башня и здание капитула Даремского собора, в котором был похоронен Роберт де Грейстэнс.

## Биография
Родился около 1290 года в Грейстонсе (англ. Greystones), или Грейстэнсе (Greystanes; шотл. stane — «камень»), в трёх милях к юго-западу от Шеффилда, в рыцарской семье, владевшей землёй в Мортон Тинмут (графство Дарем, Северо-Восточная Англия), полученной в лен от местного епископа. Вероятно, получил богословское образование в Оксфордском университете.
В 1307 году рукоположен был в диаконы, в 1315 году упоминается в качестве бакалавра в Оксфорде; в своём сочинении называет себя «доктором теологии» (лат. Doctor Theologicus). В течение 26 лет служил помощником приора Даремского аббатства.
После смерти 24 сентября 1333 года епископа Дарема Луи де Бомона попытался занять его место. 15 октября был временно утверждён в должности, заручившись поддержкой архиепископа Йоркского Уильяма Мелтона, епископа Карлайлского Джона Киркби, епископа Армасского Стивена Сигрейва и др. Однако после того как авиньонский папа Иоанн XXII поддержал кандидатуру королевского протеже Ричарда де Бери, заинтересованный в контроле над полу-независимым палатинатом Дарема Эдуард III, а также парламент и архиепископ Кентерберийский Джон де Стрэтфорд, изменили своё решение. 10 января 1334 года Ричард де Бери принял присягу даремского духовенства, и престарелый Роберт отказался от дальнейшей борьбы, трезво оценив собственные возможности и финансовое положение своей небогатой обители.
После инцидента, по-видимому, ушёл на покой и умер не позже 1336 года. Даремский историк и антикварий Роберт Сёртис в начале XIX века утверждал, что он пережил свою неудачу не более чем на год, и ещё в 1334 году скончался от потрясения, а обошедший его Ричард де Бери, посетовав, дипломатично заявил, что покойник заслуживал не епископского сана, а папского престола.
Был погребён в здании капитула Даремского аббатства, перестроенном в 1796 году, после чего могила была утрачена. Топограф и антикварий XVIII века Уильям Хатчинсон записал эпитафию с его гробницы:
De Graystanes natus jacet hic Robertus humatus,

Legibus armatus, rogo sit Sanctis sociatus.

## Сочинения
Предположительно продолжил с 1213 по 1334 год «Историю Даремской церкви» (лат. Historia de statu ecclesiae Dunelmensis), которая начата была хронистом XII века Симеоном Даремским, дополнена его анонимным продолжателем, а затем в начале XIII века продолжена Джеффри Колдингемским. Подробно изложив обстоятельства избрания и низложения незаконнорожденного сына короля Генриха II Плантагенета [Джона] Моргана, он обстоятельно описывает деятельность всех его преемников, занимавших епископскую кафедру в Дареме, вплоть до своей собственной отставки. 
По мнению церковного историка XVII века Генри Уортона, записи в хронике Роберт де Грейстэнс довёл лишь до 1283 или 1285 года, что не подтверждается дальнейшими исследованиями; вероятно, Уортон не располагал полной рукописью его сочинения. Подобно своим предшественникам, де Грейстэнс уделял внимание преимущественно церковным делам и событиям в местной епархии, а не общегосударственным, пользуясь, вероятно, в числе прочего, документами даремских архивов.
«Историю Даремской церкви» Роберта де Грейстэнса продолжил до 1539 года архидиакон и декан Собора Св. Патрика в Дублине Уильям де Шамбре.

## Рукописи и издания
«История Даремской церкви» Симеона Даремского, Джеффри Колдингэма, Роберта де Грейстэнса и др. сохранилась в трёх основных рукописях:
1) Манускрипт XIV века из библиотеки Йоркского собора (MS xvi.I.12).
 
2) Рукопись примерно того же времени из Бодлианской библиотеки (MS Laud 700).
 
3) Рукопись конца XIV века из собрания Коттона Британской библиотеки (MS Titus A. II).
В распоряжении известного антиквария первой пол. XVI века Джона Лиланда находилась ещё одна, четвёртая рукопись из библиотеки кармелитов в Оксфорде, позже утраченная.
Впервые «История Даремской церкви» опубликована была в 1691 году с купюрами в Лондоне вышеупомянутым Генри Уортоном, в первом томе собрания «Англия Священная» (лат. Anglia Sacra), по двум первым спискам из перечисленных.
Комментированное научное издание подготовлено было к печати в 1839 году антикварием и топографом Джеймсом Рейном для даремского исторического «Общества Сёртиса» (англ. Surtees Society).

## Публикации
- Roberti de Graystanes Dunelmensis Episcopi Historia de Statu Ecclesiae Dunelmensis // Anglia Sacra, sive Collectio historiarum, partim antiquitus, partim recenter scriptarum, de archiepiscopis et episcopis Angliae. Edited by Henry Wharton. — Volume 1. — London: Richard Chiswel, 1691. — pp. 732–764.
- Roberti de Graystanes Historia de Statu Ecclesiae Dunelmensis // Historia Dunelmensis Scriptores Tres. Gaufridus de Coldingham, Robertus de Graystanes et Willielmus de Chambre. Edited by James Raine. — London: J. B. Nichols and son; Edinburgh: Laing and Forbes, 1839. — pp. 33–123. — (The Publications of the Surtus Society, IX).